# Le Val-Doré
Le Val-Doré es una comuna nueva francesa situada en el departamento de Eure, de la región de Normandía.

## Historia
Fue creada el 1 de enero de 2018, en aplicación de una resolución del prefecto de Eure de 13 de octubre de 2017 con la unión de las comunas de Le Fresne, Le Mesnil-Hardray y Orvaux, pasando a estar el ayuntamiento en la antigua comuna de Orvaux.

## Demografía
| Gráfica de evolución demográfica de Le Val-Doré entre 1800 y 2015 |
|                                                                   |

Los datos entre 1800 y 2015 son el resultado de sumar los parciales de las tres comunas que forman la nueva comuna de Le Val-Doré, cuyos datos se han cogido de 1800 a 1999, para las comunas de Le Fresne, Le Mesnil-Hardray y Orvaux de la página francesa EHESS/Cassini. Los demás datos se han cogido de la página del INSEE.

## Composición
| Comuna delegada   | Código INSEE | Población (2014) | Superficie (km²) | Densidad (hab./km²) |
| ----------------- | ------------ | ---------------- | ---------------- | ------------------- |
| Le Fresne         | 27268        | 319              | 9.13             | 35                  |
| Le Mesnil-Hardray | 27402        | 66               | 4.84             | 14                  |
| Orvaux            | 27447        | 526              | 6.2              | 85                  |